# 旧县儒学旧址
旧县儒学旧址，位于中国广东省云浮市罗定市船步镇，为罗定市的一个市级文物保护单位，类型为古遗址，公布时间为1994年6月8日。
旧县儒学旧址的历史年代为宋代。